# دوشیزه کره (مجموعه تلویزیونی)
دوشیزه کره (کره‌ای: 미스코리아) یک مجموعه تلویزیونی کره جنوبی سال ۲۰۱۳ با بازی لی سون کیون، لی یون هی و لی کی وو است. این مجموعه از ۱۸ دسامبر ۲۰۱۳ تا ۲۶ فوریه ۲۰۱۴، روزهای چهارشنبه و پنجشنبه ساعت ۲۱:۵۵ (کی‌اس‌تی) از ام‌بی‌سی برای ۲۰ قسمت پخش شد.